# Львівський заказник
Льві́вський зака́зник — лісовий заказник місцевого значення в Україні. Розташований у Личаківському районі міста Львова, між Винниківським озером, місцевістю Пирогівка (Львів) та селами Волиця і Бережани (Пустомитівський район). 
Площа 523 га. Статус присвоєно згідно з рішенням Львівської облради від 9.10.1984 року № 495. Перебуває у віданні ДП «Львівський лісгосп» (Винниківське лісництво, кв. 22, 28-30, 33-35, 38-44). 
Статус присвоєно з метою збереження частини лісового масиву з цінними буковими насадженнями. Територія заказника охоплює мальовничі ландшафти Винниківського лісопарку. За лісорослинним районуванням заказник розташований у межах Давидівського пасма (частина Подільської височини). 

В деревостані переважають: бук, сосна, дуб, вільха чорна. У підліску: ліщина, крушина, бузина червона, бузина чорна, горобина, свидина. Серед трав'яних рослин зростають папоротник, фіалка, плющ, первоцвіт, підсніжник звичайний, копитняк європейський, медунка.

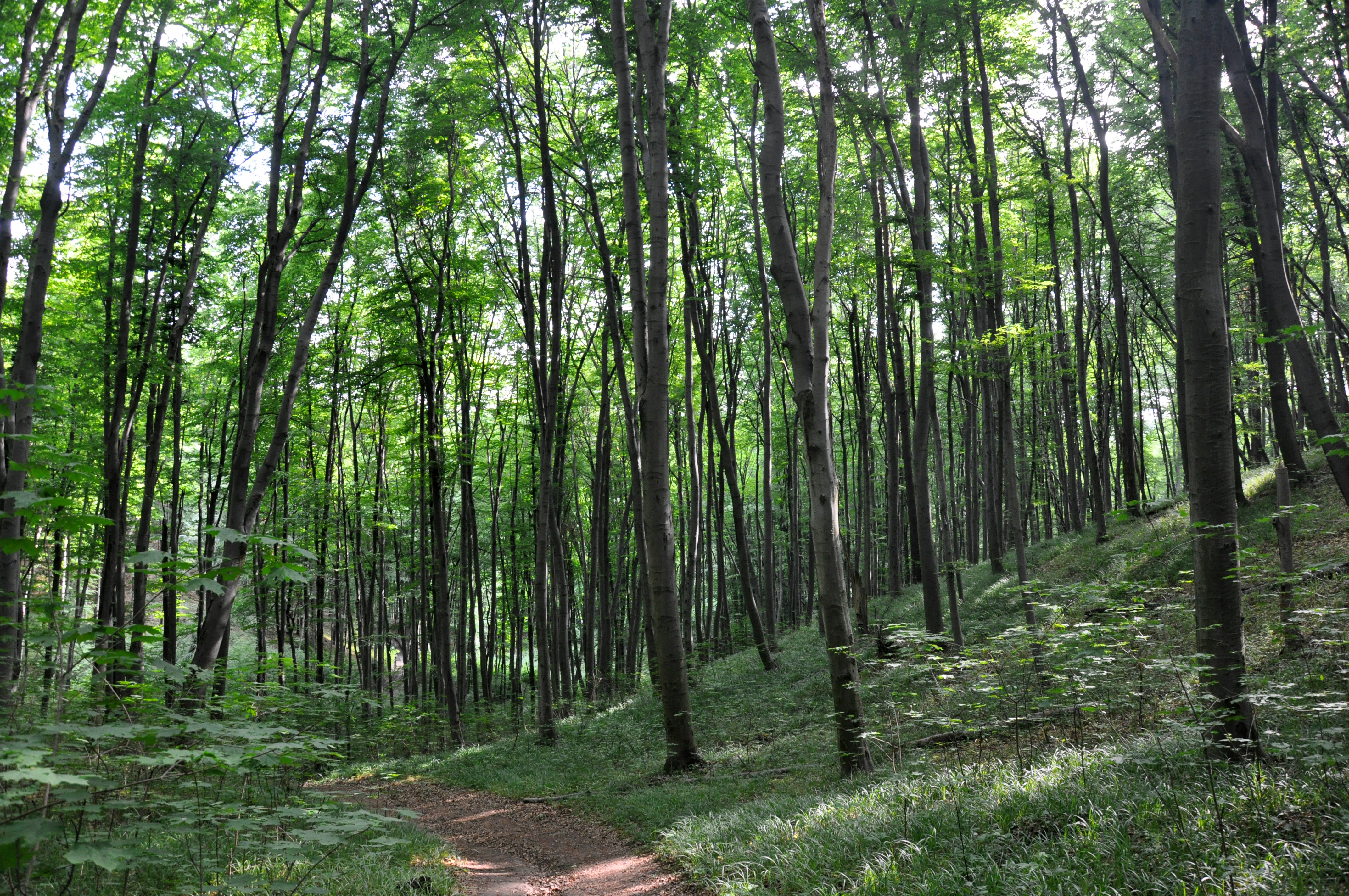
Доріжка у Львівському заказнику
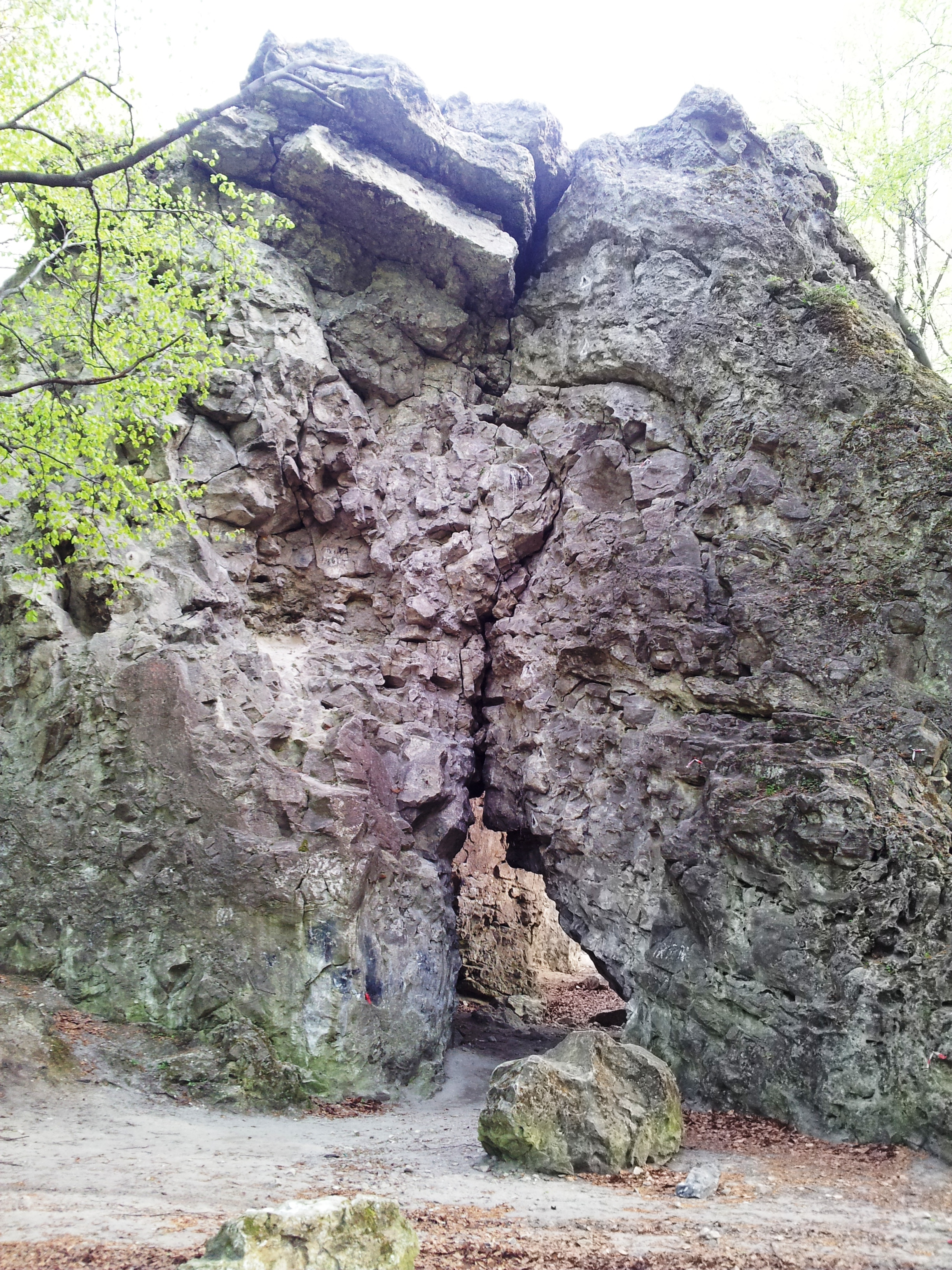
Чортова скеля
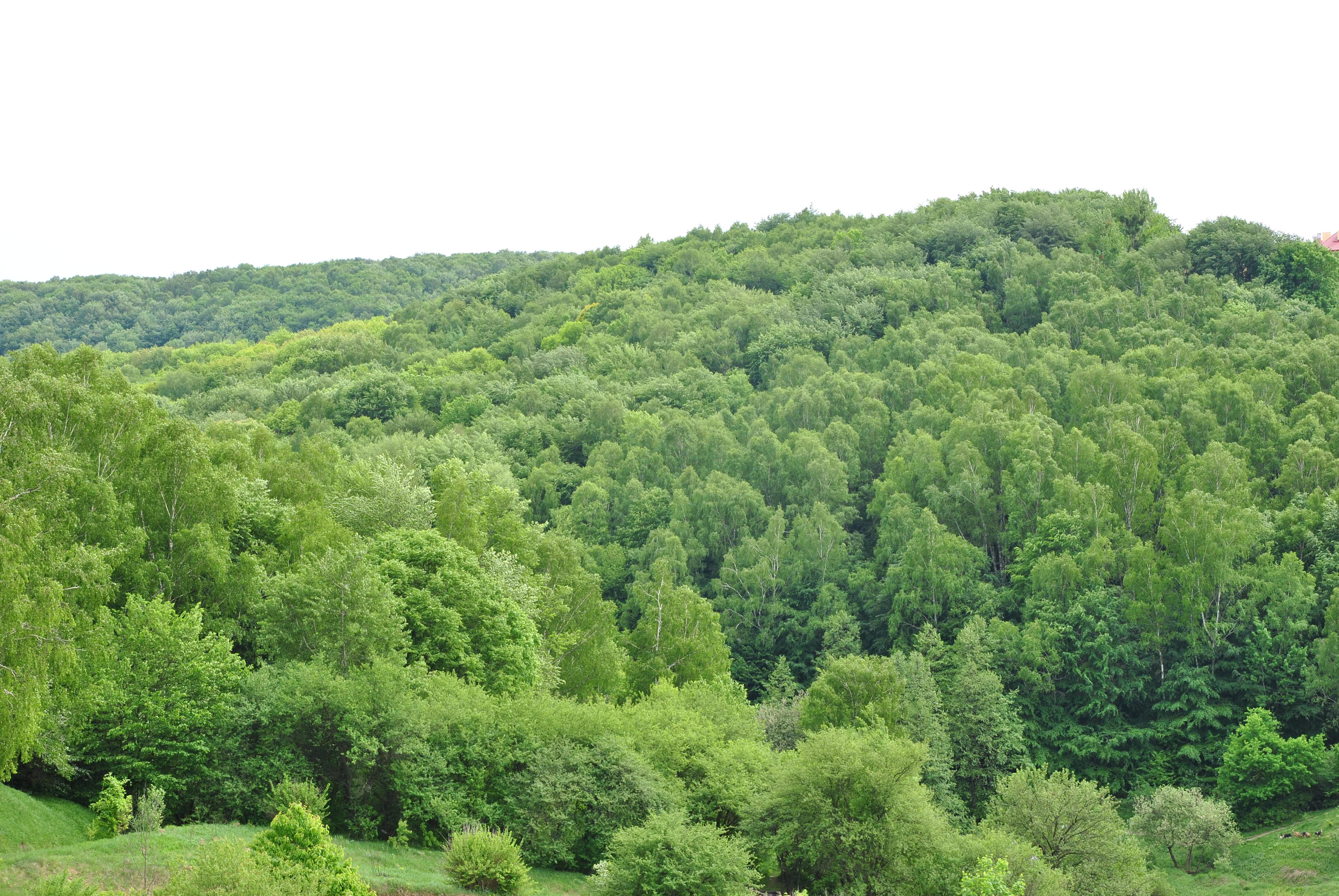
Краєвид на заказник